# Mischluft
Mischluft kennzeichnet in der Lüftungs- und Klimatechnik in der Regel die Mischung von Außenluft und einem Teil der Abluft, die als Umluft bezeichnet wird. Diese Mischluft wird anschließend als Zuluft, respektive Mischluft, in den zu belüftenden oder zu klimatisierenden Raum eingeblasen. 
Vorteile
- Wärme-, Kälte und Feuchteinhalt der Abluft werden wieder verwendet und vermindern der Aufwand bei der Außenluftbehandlung

Nachteile
- Im Rauch- und Brandfall Überschlag auf Zuluft möglich
- schlechtere Luftqualität als reine Außenluftsysteme
- Schadstoffbelastungen der Abluft (Zigarettenrauch, Gerüche, Ausdünstungen etc.) werden wieder in die Zuluft übertragen
- Hygienische Probleme mit Keimen möglich (Pilzsporen, Bakterien, Viren)
- Begünstigung des Sick-Building-Syndroms

In Mischluftanlagen führt die Beimischung von Abluft tendenziell zur Verschlechterung der Luftqualität. Um dieses Problem präventiv zu umgehen, wird stattdessen eine Außenluftanlage verwendet, bei der im Winter die Lufterwärmung über eine Wärmerückgewinnung erfolgt.